# Richard Brautigan
Richard Brautigan (Tacoma, Washington 30 de gener de 1935 - Bolinas, Califòrnia, 21 d'octubre de 1984) fou un escriptor nord-americà autor d'onze novel·les, nou volums de poesia i un recull de contes.

## Biografia
Richard Brautigan va néixer a Tacoma, Washington, on va passar gran part de la infantesa i l'adolescència. A mitjans dels anys cinquanta va traslladar-se a San Francisco, on va publicar el primer poemari, The Galilee Hitchhiker (1958) i entrà en contacte amb el moviment beat. A finals dels seixanta era considerat un ídol de la contracultura nord-americana. Publica la seva novel·la Trout Fishing in America (1967), de la que s'han venut més de tres milions d'exemplars. És una de les tres novel·les més importants de l'època, al costat de Slaughterhouse-Five de Kurt Vonnegut i Catch-22 de Joseph Heller.
Es traslladà a una colònia d'artistes de Montana on vivien escriptors com Tom McGuane, Jim Harrison o actors com Peter Fonda i Jeff Bridges. En aquesta època publicà El monstre de Hawkline (1974). Tim Burton va planejar adaptar-la al cinema, però cap dels projectes va arribar a bon port. Cap al final de la seva vida va viure entre Montana i Tokyo. El 1984, a l'edat de 49 anys, va ser trobat un mes després de la seva mort, amb una arma del calibre 44 i una nota que deia «Quin caos, no?»

## Obres
Novel·les
- A Confederate General From Big Sur (1964)
- Trout Fishing in America (1967)
- In Watermelon Sugar (1968)
- The Abortion: An Historical Romance 1966 (1971)
- The Hawkline Monster: A Gothic Western (1974) El monstre de Hawklin. Un western gòtic, La Breu, 2014, tard. Miquel Izquierdo[1]
- Willard and His Bowling Trophies: A Perverse Mystery (1975)
- Sombrero Fallout: A Japanese Novel (1976))
- Dreaming of Babylon: A Private Eye Novel 1942 (1977) El Detectiu que somiava en Babilònia, Pòrtic, 1989, trad. Pep Julià
- The Tokyo-Montana Express (1980)
- So The Wind Won't Blow It All Away (1982)
- An Unfortunate Woman: A Journey (1982))

Poesia
- The Return of the Rivers (1958)
- The Galilee Hitch-Hiker (1958)
- Lay the Marble Tea (1959)
- The Octopus Frontier (1960)
- All Watched Over by Machines of Loving Grace (1967)
- Please Plant This Book (1968)
- The Pill Versus the Springhill Mine Disaster (1969)
- Rommel Drives on Deep into Egypt (1970)
- Loading Mercury with a Pitchfork (1971)
- June 30, June 30 (1978)
- The Edna Webster Collection of Undiscovered Writings (1999)

Reculls de contes
- Revenge of the Lawn (1971)